# Konwój 65-KS
65-KS – konwój morski z okresu II wojny światowej transportujący alianckie zaopatrzenie wojenne z Casablanki do Brestu. Pomimo eskorty konwój stracił francuski statek handlowy P.L.M.15, który został storpedowany 18 lutego 1940 roku przez niemiecki okręt podwodny U-37.

## Konwój i jego eskorta
W skład konwoju 65-KS wchodziło początkowo szesnaście statków handlowych, a po połączeniu z płynącym z Oranu konwojem 10-RS liczba transportowców wzrosła do 24 . Eskortę konwoju stanowiły początkowo dwa francuskie okręty: niszczyciel „Bourrasque” i pomocniczy patrolowiec „Leoville” . Od 17 lutego do eskorty konwoju dołączyły cztery następne francuskie jednostki, które do tej pory ochraniały konwój 10-RS: awizo „Chevreuil” oraz trzy uzbrojone trawlery – „L’Ajaccienne”, „La Setoise” i „La Toulonnaise” .

## Przebieg operacji
Konwój rozpoczął swój rejs we środę, 14 lutego 1940 roku, opuszczając Casablankę i kierując się w stronę Brestu . 15 lutego nieopodal Przylądka Świętego Wincentego do konwoju zostało włączonych osiem statków płynących w eskorcie czterech okrętów w ramach konwoju 10-RS, które po opuszczeniu Oranu także zmierzały do Brestu . Wypłynięcie tak dużego konwoju nie uszło uwadze niemieckiego wywiadu radiowego B-Dienst, który uzyskał informację, że w dniu 17 lutego jednostki konwoju będą znajdować się na wysokości Porto . Korzystając z tej wiedzy dowództwo niemieckich okrętów podwodnych (BdU) wydało przebywającym w okolicy jednostkom (U-26, U-37 i U-53) rozkaz przechwycenia i zaatakowania konwoju . Z wymienionych U-Bootów tylko dwa mogły podjąć poszukiwania, gdyż U-26 miał za mało paliwa i zmuszony był wracać do bazy . 17 lutego o godzinie 20:51 U-53 zauważył jednostki pływające konwoju 65-KS i rozpoczął za nimi pościg . 18 lutego okręt zatopił za pomocą torpedy samotny statek, który uznał za marudera z konwoju, a w rzeczywistości był nim neutralny hiszpański „Banderas”  . O godzinie 10:24 U-53 zaatakował konwój, wystrzeliwując swoją ostatnią torpedę w kierunku belgijskiego parowca „Garonne” (o pojemności 1234 BRT), jednak pocisk eksplodował za rufą jednostki, a eskortowce „La Setoise” i „La Toulonnaise” odpędziły U-Boota  . U-37 nie odnalazł konwoju, jednak udało mu się trafić na marudera, którym był zbudowany w 1921 roku francuski parowiec P.L.M.15 (3754 BRT) . Trafiony torpedą o godzinie 8:23 statek zatonął wraz z całą załogą na pozycji 43°37′N 9°15′W/43,616667 -9,250000 . Po utracie P.L.M.15 konwój już bez przeszkód dotarł do Brestu, osiągając port przeznaczenia w dniu 20 lutego .

## Podsumowanie
Liczący początkowo 16, a później 24 statki handlowe i dwa (później sześć) okrętów eskorty konwój 65-KS utracił jedną jednostkę o pojemności 3754 BRT – P.L.M.15, który został zatopiony przez U-37. Zarówno U-53, jak i U-37 nie odniosły żadnych uszkodzeń podczas ataku na konwój .